# Megumi Abe
Pour les articles homonymes, voir Abe.
Pas d'image ? Cliquez ici

a Compétitions nationales et continentales officielles uniquement.

b Matchs officiels uniquement.
Megumi Abe (阿部 恵, Abe Megumi), née le 28 avril 1998 dans la préfecture d'Ehime (Japon), est une joueuse internationale japonaise de rugby à XV évoluant au poste de demi de mêlée.

## Biographie
Megumi Abe naît le 28 avril 1998.
En 2022, elle joue pour les Arukas Queen Kumagaya (ja) dans la préfecture de Saitama. Elle a onze sélections en équipe du Japon quand elle est retenue en septembre 2022 pour disputer la Coupe du monde en Nouvelle-Zélande.
En juillet 2025, comptant désormais 31 capes en équipe nationale, elle est à nouveau retenue pour la Coupe du monde.